# Анаи
Анаи (порт. Anahy) — муниципалитет в Бразилии, входит в штат Парана. Составная часть мезорегиона Запад штата Парана. Входит в экономико-статистический микрорегион Каскавел. Население составляет 2642 человека на 2006 год. Занимает площадь 102,648 км². Плотность населения — 25,7 чел./км².

## История
Город основан 1 января 1993 года.

## Статистика
- Валовой внутренний продукт на 2003 год составляет 30 663 348,00 реалов (данные: Бразильский институт географии и статистики).
- Валовой внутренний продукт на душу населения на 2003 год составляет 10 908,34 реалов (данные: Бразильский институт географии и статистики).
- Индекс развития человеческого потенциала на 2000 год составляет 0,725 (данные: Программа развития ООН).

## География
Климат местности: субтропический. В соответствии с классификацией Кёппена, климат относится к категории Cfb.